# Спарта (город)
Спа́рта (греч. Σπάρτη) — город в Греции. Расположен на высоте 210 метров над уровнем моря на правом берегу реки Эвротаса ниже впадения Инуса. Находится в южной части полуострова Пелопоннеса, в 153 километрах к юго-западу от Афин, в 28 километрах к востоку от Каламаты и в 49 километрах к югу от Триполиса. Административный центр одноимённой общины (дима) и периферийной единицы Лаконии в периферии Пелопоннес. Население 18 926 жителей по переписи 2020 года.
Является торговым центром сельскохозяйственного района долины Эвротаса. В Спарте находятся мелкие предприятия пищевой, текстильной, табачной и химической промышленности. В городе работает археологический музей. Город является центром Монемвасийской и Спартанской митрополии Элладской православной церкви, митрополитом которой является Евстафий (Спилиотис) (род. 1940).
В честь Спарты названа линия на спутнике Юпитера Европе.

## Этимология
Согласно топонимической легенде, записанной Павсанием, город получил имя от жены мифического царя Лаконии Лакедемона (др.-греч. Λᾰκεδαίμων), которую звали Спарта (дор. Σπάρτα, Spártā; атт. Σπάρτη, Spártē). Она была одной из двух дочерей царя Еврота, вторую звали Тиаса. Её отец, не имея наследников мужского пола, оставил своё царство своему брату Лакедемону. Став царём, он изменил название страны на Лакедемон и основал город Спарту, который был назван в честь его жены. В браке она стала матерью Амикла и Эвридики, жены царя Акрисия аргосского и бабушкой Гиацинта. Она также была прародительницей царя Спарты Тиндарея, его брата Икария и их детей: Клитемнесты, Диоскуры и Пенелопы.
Самым ранним засвидетельствованным термином, относящимся к Лакедемону, является микен. ra-ke-da-mi-ni-jo «лакедемонянин», написанный линейным письмом Б будучи эквивалентом написанного в греческом алфавите, Λακεδαιμόνιος, Lakedaimonios (лат. Lacedaemonius).
Древние греки использовали одно из трёх слов для обозначения места проживания спартанцев. Во-первых, «Спарта» относится прежде всего к главному скоплению поселений в долине реки Эвротас. Во-вторых слово «Лакедемон» (λακεδαμμων) также иногда использовалось в качестве прилагательного и является именем, обычно используемым в трудах Гомера и историков Геродота и Фукидида. В-третьих термин «Лаконик» (λακωνικκ) относится к ближайшей области вокруг города Спарты, плато к востоку от гор Тайгет, а иногда и ко всем областям, находящимся под непосредственным контролем спартанцев, включая Мессению.
Геродот, по-видимому, использует обозначение «Лакедемон» для микенской цитадели в Терапноне, в отличие от нижнего города Спарты. Этот термин можно было бы использовать как синоним Спарты, но обычно он обозначал местность, в которой находился город. У Гомера это обозначение обычно сочетается с эпитетами сельской местности: широкими, красивыми, блестящими и чаще всего полыми и разбитыми скалами (полными оврагов), что указывает на долину Эвротас. С другой стороны, «Спарта» — это страна прекрасных женщин, эпитет для людей.
Население, жившее здесь, часто называли лакедемо́нянами. Этот эпитет использовал множественное число прилагательного др.-греч. λακεδαιμννιοι; лат. Lacedaemonii, а также Lacedaemones. Древние греки иногда использовали обратное образование, называя землю Лакедемона страной лакедемонян. Поскольку большинство слов для обозначения «страны» были женского рода, прилагательное было тоже в женском роде: Лакедемония (λακεδαιμοναα). В конце концов это прилагательное стало употребляться только одно.
«Лакедемония» вообще не употреблялась в классический период и до него. Оно действительно встречается в греческом языке как эквивалент Лаконии и Месинии в римский и раннеромейский периоды, главным образом в этнографах и лексике, глоссирующих топонимы. Например, Lexicon Гесихия Александрийского (V век) определяет Агиаду как «место в Лакедемонии», названное в честь Агиса. Фактический переход может быть охвачен этимологическим словарем Исидора Севильского (VII век). Он в значительной степени опирался на Орозия и его труд Historiarum Adversum Paganos (V век) и хронику Евсевия Кесарийского (начало V века). Последний определяет Спарту как Lacedaemonia Civitas, но Исидор определяет Lacedaemonia как основанную Лакедемоном, сыном Семелы, опираясь на Евсевия. Диодор Сицилийский упоминает Лакедемон в своей «Исторической библиотеке».

## География
Спарта расположена в регионе Лакония, на юго-востоке Пелопоннеса. Древняя Спарта была построена на берегах реки Эвротас, главной реки Лаконии, которая обеспечивала её источником пресной воды. Долина Эвротаса — это естественная крепость, ограниченная с запада гор Тайгет (2,407 м) и к востоку от гор Парнон (1,935 м). На севере Лакония отделена от Аркадии холмистыми возвышенностями, достигающими 1000 м в высоту. Эти естественные оборонительные высоты работали на пользу Спарте и способствовали тому, что Спарта никогда не была разграблена. Хотя Спарта и не имеет выхода к морю, в 43 км от неё находится город Йитион, расположенный на берегу Лаконийского залива и когда-то являвшийся главным портом Спарты.

## История
Этот город имеет непрерывную историю начиная с далёкой древности до сегодняшнего дня. Спарта и Лакония упоминаются как в греческой мифологии так и в эпосах Илиада и Одиссея, которые были написаны знаменитым Гомером. В этих трудах Спарта описывалась как одно из самых могущественных микенских царств и резиденция Менелая, брата микенского царя Агамемнона в период до Троянской войны. Около 1100 года до нашей эры, после распада микенской цивилизации, в этом районе поселились дорийцы прибывшие из Центральной Греции. Постепенно спартанцы объединились под властью двух царских семей, Агиадов и Еврипонтидов, и начали проводить экспансию в прилегающие районы, создавая социальные классы как периэки и илоты. В VII веке до нашей эры спартанцы, благодаря Ликургу, проводят масштабные реформы в обществе, полностью его видоизменив. Подчинив большую часть Лаконии, они вторглись в Месинию и Аркадию и разгромили Аргос. Им удаётся подчинить Месинию и часть Аркадии, а также заключить несколько союзов, в которых полис Тегея станет их первым союзником. Все это происходило вплоть до V века до нашей эры.
Во время персидских войн спартанцы не принимали участие в битве при Марафоне, однако они вошли в века благодаря подвигу 300 воинов царя Леонида в Фермопильском сражении в 480 году до нашей эры, это стало самым шокирующим событием того периода, поскольку спартанцы пали в бою смертью храбрых, подчиняясь неписаному закону чести, гласившему, что бегство с поля боя хуже смерти.
После победы в битве при Платеях персы были изгнаны из Греции, Спарте было предложено начать против персов новую войну, но уже на территории Малой Азии, однако Спарта отказалась. Этой возможностью воспользовались Афины, которые создали Первый Афинский морской союз, начав действовать против персов в Малой Азии и на Кипре до 451 г. до н.э. Под предводительством Перикла Афины настолько окрепли, что Спарта испугалась и решила вместе с Пелопоннесским союзом объявить ей войну. Историк Фукидид назвал её Пелопоннесской войной и она была особенно суровой. Она длилась с 431 по 404 год до нашей эры и закончилась сокрушительной победой союза. После этой войны была надежда, что Спарта будет править Грецией справедливо, но она установила гегемонию, которая не понравилась всем и привела к двум войнам: Беотийской войне в 396–387 гг. до н.э. во главе с Фивами. В битве при Левктрах в 371 году до н.э. спартанская армия потерпела поражение от фиванцев во главе с Эпаминондом и Пелопидом. Казалось, что Спарта вот вот попадёт под власть Фив, однако спартанцы были не из тех кто просто так сдаётся. Даже с минимальными силами они, вместе с союзниками, смогли остановить фиванцев в битве при Мантинее, в которой спартанцы убили практически всех командующих фиванским войском, что фактически стало концом войны.
Беотийская война, тем не менее, заложила основу для постепенного ослабления могущества Спарты. Спарта ещё пыталась участвовать в общегреческих делах, однако с приходом могучей Македонии спартанская армия была разбита в битве при Мегалополе, хоть Спарта и потерпела поражение в этой битве, она не была захвачена поскольку македонская армия понесла большие потери в том сражении, а основные силы во главе с Александром Великим были заняты покорением Персии. В дальнейшем предпринимались попытки захватить Спарту со стороны Деметрия I Полиоркета и Пирра, которые однако закончились для них неудачно. При этом в Спарте к тому моменту назрел острый социальный и экономический кризис, который очень сильно ударил по боеспособности Спарты. Этот кризис пытался преодолеть царь Агис IV, которому на короткое время удалось исправить ситуацию, однако его непродуманные действия в области внешней политики привели к поражению в битве при Селласии. Антигон III Досон, царь Македонии, торжественно вошёл в Спарту со своей армией, чего Спарта никогда прежде не терпела. Тем не менее Спарта сохранила свою независимость, пока не была присоединена к Ахейскому союзу Филопеменом, который ликвидировал старые порядки Ликурга, вместо них введя ахейские порядки. Однако части граждан Спарты не понравилось новое положение дел и те бежали на полуостров Мани, где они смогли сохранить свои старые порядки, в будущем образовав новую этническую группу греков — маниотов. Те же кто остался в Спарте обратились за помощью к римлянам, которые с удовольствием развязали Ахейскую войну в 146 году до н. э. полностью подчинив себе Грецию, при этом они великодуншно вернули Спарте часть самостоятельности, но уже под римским правлением. Некоторые порядки Ликурга были восстановлены, а город стал туристической достопримечательностью для римлян, приезжавших посмотреть на экзотические спартанские обычаи.
Начиная с XIII века, политический и культурный центр Лаконии переместился из Спарты в Мистру, примерно в 5 км к западу. Спарта, в то время называвшаяся Лакедемоном, продолжала существовать, хотя и сильно обезлюдела, вплоть до начала XIX века в населённом пункте проживало несколько тысяч жителей, живших среди руин, в тени Мистры. Семья Палеологов (последняя византийско-греческая императорская династия) также жила в Мистре. Морейский деспотат был захвачен османами при Мехмеде II в 1460 году.
В 1834 году, после греческой войны за независимость, король Оттон издал указ по, которому населённый пункт должен был стать полноценным городом. План новой застройки был создан баварским архитектором Фридрихом Штауффертом, основываясь на принципах неоклассического городского планирования, которые преобладали в то время в Европе. Город был отстроен рядом с руинами Древней Спарты на акрополе, который находится к северу от современной застройки и стал местной достопримечательностью. Главная особенность новой застройки это симметричные кварталы, которые сходятся у акрополя Древней Спарты и частично его окружающих. Город должен был быть рассчитан на население 100 000 человек. Спарта и Лакония в целом следовали судьбе остальной Греции в первые годы независимости. Хотя планы не были выполнены добросовестно, Спарта по-прежнему остается городом, отличающимся хорошей планировкой, с деревьями по бокам широких улиц, парками и большими площадями, а также многими старыми зданиями, которые находятся в отличном состоянии. Современная Спарта, столица префектуры Лакония.
На центральной площади города доминирует самое внушительное неоклассическое здание в Спарте — городская Ратуша. Построенная в 1909 году Ратуша носит имя греческого архитектора Г. Кацароса. Во времена монархии (которая была отменена референдумом в 1973 году) титул герцога Спарты даровался греческому наследному принцу, διάδοχος (diádokhos).

## Транспорт
Через город проходит национальная дорога 39 Йитион — Триполис, часть европейского маршрута E961. Автострада 71 связывает Спарту и Мегалополис. Национальная дорога 82 связывает Спарту и Пилос.

## Сообщество Спарта
В общинное сообщество Спарта входят шесть населённых пунктов. Население 17 408 жителей по переписи 2011 года. Площадь 21,641 квадратного километра.
| Населённый пункт | Население (2011), человек |
| ---------------- | ------------------------- |
| Айия-Кириаки     | 53                        |
| Гунарис          | 186                       |
| Каламион         | 119                       |
| Кокинорахи       | 454                       |
| Ривьотиса        | 357                       |
| Спарта           | 16 239                    |

## Политическая жизнь
Спарта — самый консервативный город в Греции. У него никогда не было левого мэра, и это был один из немногих городов, которые проголосовали в 1974 году за сохранение монархии. Лакония была регионом с самой высокой долей голосов «да» (что было поддержано консервативной партией) на референдуме по финансовой политике в 2015 году.
По состоянию на 2020 год мэром Спарты является Петрос Дукас.

## Население
| Год  | Город    |
| ---- | -------- |
| 1961 | 10 412   |
| 1981 | 12 975   |
| 1991 | 14 181   |
| 2001 | 15 673   |
| 2011 | ↗ 17 408 |

## Климат
Спарта имеет солнечный и тёплый средиземноморский климат (Классификация климатов Кёппена). Зима здесь мягкая и прохладная, а лето, как правило, особенно жаркое. Средняя максимальная температура в январе составляет около 14 °C (57 °F), в то время как средняя максимальная температура в июле и августе составляет около 36 °C (97 °F) в самом городе и около 35 °C (95 °F) в аэропорту. Спарта печально известна своей палящей летней жарой; в июле 2012 года в городе была зарегистрирована средняя максимальная температура 38,3 °C (100,9 °F), что делает её самой высокой среднемесячной максимальной температурой Греции на сегодняшний день.
| Показатель                    | Янв.  | Фев.  | Март | Апр. | Май  | Июнь | Июль | Авг. | Сен. | Окт. | Нояб. | Дек. | Год   |
| ----------------------------- | ----- | ----- | ---- | ---- | ---- | ---- | ---- | ---- | ---- | ---- | ----- | ---- | ----- |
| Средний суточный максимум, °C | 14,2  | 15,6  | 18,4 | 23,2 | 27,9 | 32,5 | 35,8 | 35,8 | 31,1 | 24,7 | 19,9  | 15,8 | 24,6  |
| Средняя температура, °C       | 8,9   | 10,0  | 12,2 | 15,7 | 20,2 | 24,6 | 27,6 | 27,7 | 23,7 | 18,2 | 13,8  | 9,9  | 17,7  |
| Средний суточный минимум, °C  | 3,5   | 4,3   | 5,9  | 8,1  | 12,5 | 16,7 | 19,4 | 19,5 | 16,3 | 11,7 | 7,6   | 4,0  | 10,8  |
| Норма осадков, мм             | 125,0 | 105,4 | 62,1 | 29,1 | 29,2 | 37,1 | 14,4 | 15,2 | 59,5 | 65,1 | 69,3  | 80,3 | 691,7 |
| Источник: Meteoclub.gr        |       |       |      |      |      |      |      |      |      |      |       |      |       |

## Туризм

### Основные достопримечательности
В центре города находится археологический музей. Построенный архитектором Г. Кацаросом в 1874—1876 годах для размещения коллекции местных археологических находок Панайотиса Стаматакиса, он был первым греческим музеем в провинциальном городе.
Городской собор находится в юго-западной части города.
Руины древней Спарты лежат к северу от города. Входя через южные ворота акрополя, известного как Лакедемония, на западе находится ротонда, театр и храм Афины Халкиойкос. На выходе из акрополя через северные ворота находятся остатки самых ранних древних стен, героон и алтарь Ликурга, а на востоке находится святилище Артемиды Ортии. К северу находится монастырская церковь Осиоса Никонаса (X век).
«Гробница Леонида», или Леонидаион (37°04′36″ с. ш. 22°25′31″ в. д.), представляет собой известняковое сооружение конца V-го века до н. э., вероятно, храм, но названный в честь Леонида I, в XIX-м веке, будучи единственным древним памятником, указанным в пределах недавно спланированного города в 1834 году.

### Музеи
- Археологический музей Спарты
- Музей олив и греческого оливкового масла в юго-западной части города освещает культуру оливкового масла и технологию его производства, улица Оттонос-Амалиас, 129[38]
- Археологический музей Мистры, основан Габриэлем Лилианталем в конце XIX века
- Музей городской и народной жизни Маноусакейо[39]
- Художественная галерея Кумантарейос в Спарте[40]
- Художественная галерея Ангакис

## Спорт
Спартатлон проводится каждый сентябрь с 1983 года. Это ультрамарафон, начинающийся в Афинах и заканчивающийся в Спарте у статуи Леонида, с большим количеством международных участников.
Местный футбольный клуб — «Спарта Ф. К.».

## Города-побратимы
Города-побратимы:
- Брунсвик, Виктория, Австралия
- Лапитос, Республика Кипр
- Морфу, Республика Кипр
- Ле Плесси-Тревизо, Франция
- Шопрон, Венгрия
- Стамфорд, США
- Танагура, Япония
- Таранто, Италия
- Саламанка, Испания

## Дополнительная информация
1. ↑  Были найдены следующие глиняные таблички: Фивы  Fq 229, TH Fq 258, TH Fq 275, TH Fq 253, TH Fq 284, TH Fq 325, TH Fq 339, TH Fq 382.[15], есть такие слова как ra-ke-da-mo-ni-jo-u-jo – найденные в Фивах Gp 227 таблички[15] – эти фразы могут означать «сыны Спарты».[16][17] Кроме того, засвидетельствованные слова ra-ke-da-no и ra-ke-da-no-re могут быть линейными формами самого слова Лакедемон; последняя надпись, найденная на микенской табличке Ge 604, считается дательной падежной формой первой, которая находится на табличке Ge 603. Однако гораздо более вероятно, что ra-ke-da-no и ra-ke-da-no-re соответствуют антропониму Λακεδάνωρ, Лакеданор, хотя последний, как полагают, этимологически связан с названием Лакедемон.[15][18][19]